# Relations entre la Jamaïque et l'Union européenne
Les relations entre la Jamaïque et l’Union européenne sont à la fois bilatérale et régionale, dans le cadre des dialogues avec la Communauté caribéenne et la Communauté d'États latino-américains et caraïbes.

## Sources

## Compléments